# Planetshakers

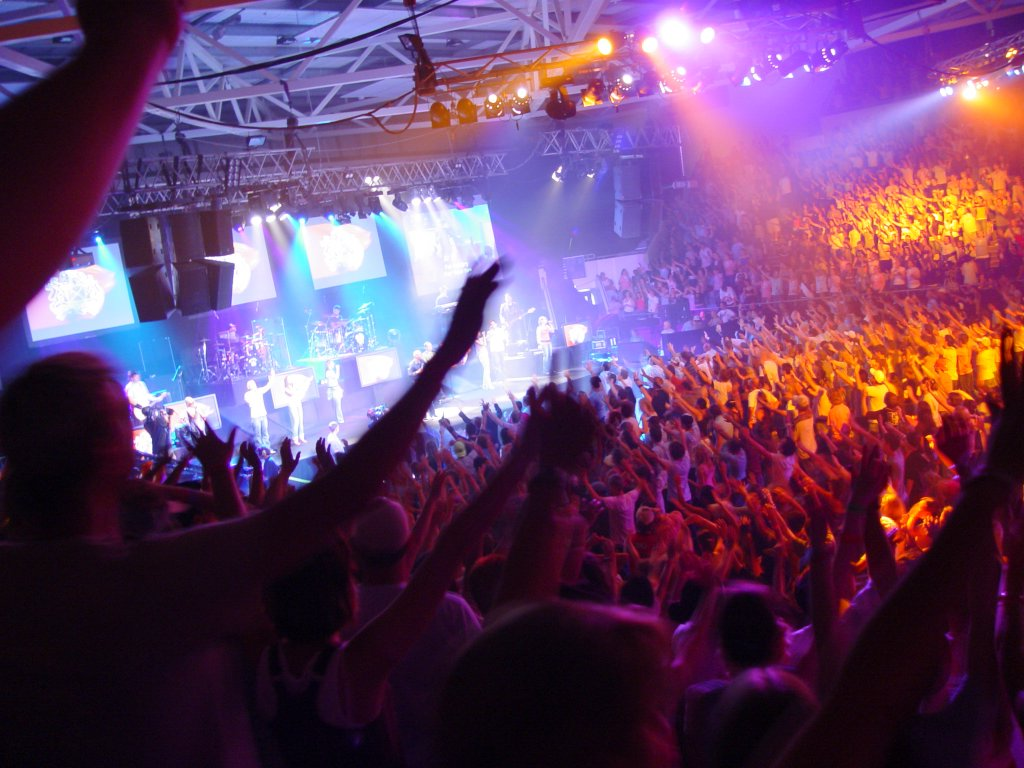
Kościół Planetshakers podczas koncertu.

Planetshakers (ang. Planetshakers Church) – jest zielonoświątkowym megakościołem związanym z Australijskimi Kościołami Chrześcijańskimi.  Ich siedziba główna znajduje się w Melbourne, w Australii. Założył go w roku 2005 – Russell Evans. Dzisiaj jest drugim co do wielkości megakościołem w Australii, z cotygodniową frekwencją ponad 10 tys. osób na niedzielnych nabożeństwach.  
Kościół znany jest ze swojej działalności koncertowej Planetshakers Music. W roku 2018 posiadał filie w Kapsztadzie, Austin, Singapurze i Genewie.